# Josef
Josef nebo Jozef (hebrejsky יוֹסֵף‎) je mužské jméno, jež má tento význam: „Ať (Hospodin) přidá“. Nejstarší biblická zmínka o Josefovi se týká Josefa, syna patriarchy Jákoba a jeho ženy Ráchel, jenž se stal praotcem dvou izraelských kmenů, konkrétně kmene Manases a kmene Efraim. V Bibli jsou však zmínky o mnoha dalších mužích téhož jména a existuje i několik svatých s tímto jménem.
Popularita tohoto jména má sice sestupnou tendenci, ale i přesto se udržuje mezi třicítkou nejčastěji používaných jmen u novorozenců. Do roku 1951 bylo jméno Josef nejčastějším křestním jménem v Čechách a na Moravě.

## Zdrobněliny

### Česky
Pepa, Pepík, Pepíček, Pepánek, Pepča, Jožka, Josí, Jožin, Joža, Jozífek, Jožan, Jozin, Pípa, Pepek, Pepísek, Pepulka, Pepan, Pepák, Pepíno, Pepin

### Slovensky
Jožko, Jožino, Jojko, Jojo, Dodo, Ďoďo, Ošo (rusínsky), Bobeš, Bobšík, Joky

## Statistické údaje
Následující tabulka uvádí četnost jména v ČR a pořadí mezi mužskými jmény ve srovnání dvou roků, pro které jsou dostupné údaje MV ČR – lze z ní tedy vysledovat trend v užívání tohoto jména:
| Rok  | Četnost | Pořadí | Změna četnosti | Změna pořadí |
| ---- | ------- | ------ | -------------- | ------------ |
| 1999 | 308 987 | 2.     |                |              |
| 2002 | 294 405 | 2.     | −14 582        |              |
| 2006 | 266 258 | 4.     | −28 147        | -            |
| 2007 | 260 631 | 4.     | −5 627         |              |
| 2016 | 211 317 | 4.     | −49 314        |              |

Změna procentního zastoupení tohoto jména mezi žijícími muži v ČR (tj. procentní změna se započítáním celkového úbytku mužů v ČR za sledované tři roky 1999–2002) je −4,0%, což svědčí o poměrně značném poklesu obliby.
V roce 2008 šlo podle údajů ČSÚ o 24. nejčastější mužské jméno mezi novorozenci.

## Josef v jiných jazycích
- anglicky: Joseph, zkráceně: Joe
- arabsky: يوسف
- arménsky: Հովսեփ
- bělorusky: Ёсіф, Восіп, Язэп
- gruzínsky: იოსებ
- chorvatsky: Josip, Joža, Jozo, Joso
- finsky: Jooseppi
- italsky: Giuseppe
- latinsky: Iosephus, Josephus
- maďarsky: József
- maltsky: Ġużeppi & Żeppi & Żeppu & Peppi & Peppu
- maorsky: Hohepa
- německy: Josef, Joseph, zkráceně: Beppo, Pepa, Pepi odtud i české Pepa, Pepík
alemánsky, zkráceně: Sepp
- nizozemsky: Josef, Joseph, Jozef, Jo, Jef([žef]), Tsjeef
- polsky: Józef
- rusky: Иосиф, zkráceně: Ося
- rumunsky: Iosif
- řecky: Ιώσηπος (Iōsepos), Ιωσήφ (Iosēph)
- slovensky: Jozef
- srbsky: Josif
- španělsky: José
- vietnamsky: Giô-sép
- ukrajinsky: Йосип

## Jmeniny
- v českém kalendáři: 19. března
- v slovenském kalendáři: 19. března
- v římskokatolickém církevním kalendáři: 19. března (Josef, Ježíšův pěstoun), 23. června (Josef Cafasso), 1. května (Josef dělník), 18. září (Josef Kupertinský)

## Josef jako příjmení
- Bohouš Josef (* 1962), český zpěvák
- Ovadja Josef, izraelský vrchní rabín
- Jicchak Josef, izraelský vrchní rabín
- Ja'akov Josef, izraelský rabín a politik
- Marie Josefová-Treťjaková-Dostálová, česká reemigrantka, zdravotní sestra, spisovatelka a publicistka